# Glay
Glay este o trupă de visual kei formată în anul 1988 în Hakodate, Hokkaidō. 

## Membrii
- Teru-voce
- Takuro-chitară
- Hisashi-chitară
- Jiro-chitară bas